# 칼리타 에어
칼리타 에어(영어: Kalitta Air)는 미국 미시간주, 입실랜티에 본사를 둔 화물 항공사로 북아메리카, 아시아, 유럽, 중동으로 정기 카고편을 운항하며 존 F. 케네디 국제공항을 메인 베이스 공항으로 사용한다. 그 밖의 허브 공항은 뉴어크 리버티 국제공항, 앵커리지 테드 스티븐스 국제공항, 바레인 국제공항, 홍콩 국제공항이 있다.

## 역사
드래그 레이싱 선수인 콘라드 칼리타에 의해 1967년 트윈 엔진 세스나 310를 사용하여 자동차 부품 수송 사업을 시작했다. 1984년에 화물, 응급, 전세 여객 사업을 위해 항공기를 사용하여 비행을 시작했다. 1997년 AIA는 구입, 판매 및 대형 항공기, 임대를 시작하기 위해 사임했다. 2000년 4월 키티 호크 인터내셔널 (구 AIA)는 운항을 중단했고 이듬해 영업 인증서와 원래 항공사의 자산을 사용하여 11월에 조업을 시작했다. 대한민국의 경우 2004년에 처음 취항했으며 2008년 경제 위기로 운항을 중단했다. 하지만 2011년 대한민국에 화물 노선을 다시 취항했고 현재 화물기가 부족한 아시아나항공 등의 외주도 받아서 운송하고 있다. 현재 칼리타 에어는 미국 미시간주 이오스코 카운티에서 오스코다 워스스미트 공항에서 대규모 수리 시설을 운영하고 있다.

## 운항 노선
- 2020년 5월 기준으로 칼리타 에어는 다음과 같은 노선을 운항하고 있다.

### 코드쉐어 협정
- 칼리타 에어는 다음과 같은 항공사에 코드쉐어 협정을 하고 있다.

| - 일본항공 (원월드) |

## 보유 기종

### 현재 보유중인 기종
- 2015년 7월 기준으로 칼리타 에어는 다음과 같은 기종을 보유하고 있으며 평균 기령은 25년이다.[5]

## 사건 및 사고
- 2004년 10월 22일, 시카고 오헤어 국제공항에서 존 F. 케네디 국제공항으로 향하던 보잉 747-200F 비행기가 엔진이 떨어져 나가면서 디트로이트 메트로폴리탄 웨인 카운티 국제공항에 비상 착륙을 했으나 비행기에 타고 있던 승무원 5명은 모두 무사한 것으로 알려졌다. 사고 원인은 4개의 엔진 중 1개의 엔진이 호수에 빠졌다.[8]
- 2008년 5월 26일, 벨기에 브뤼셀 공항에서 바레인 국제공항을 향하던 보잉 747-200F 비행기가 이륙 도중 활주로를 이탈해 비행기가 두 동강이 났으나 비행기에 타고 있던 승무원 5명은 모두 무사한 것으로 알려졌다.[9]
- 2008년 7월 7일, 콜롬비아 엘도라도 국제공항에서 마이애미 국제공항을 향하던 보잉 747-200F 비행기가 비행 도중 보고타에서 25 킬로미터 떨어진 곳에 추락했다. 이 사고로 콜롬비아 주민 2명이 사망하고 승무원 8명이 부상을 입었고 비행기는 완전히 손실되었다.[10]

## 사진

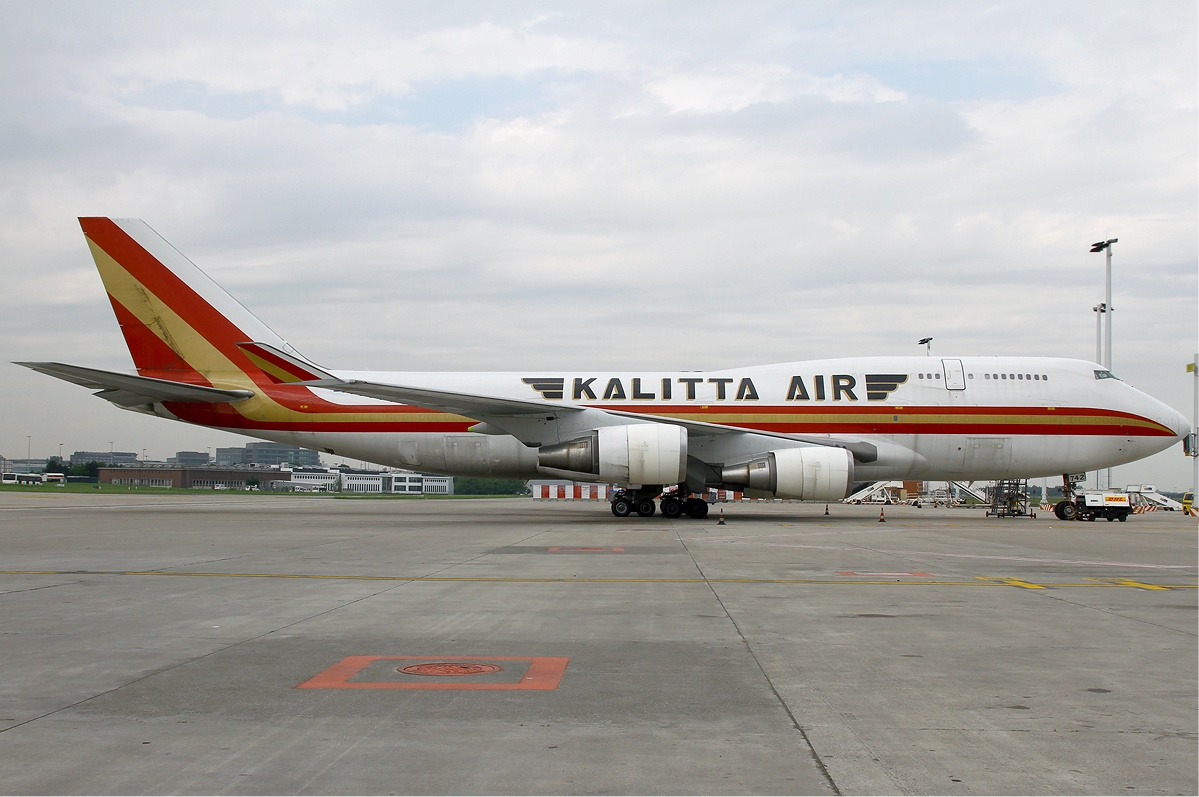
칼리타 에어의 보잉 747-400BCF
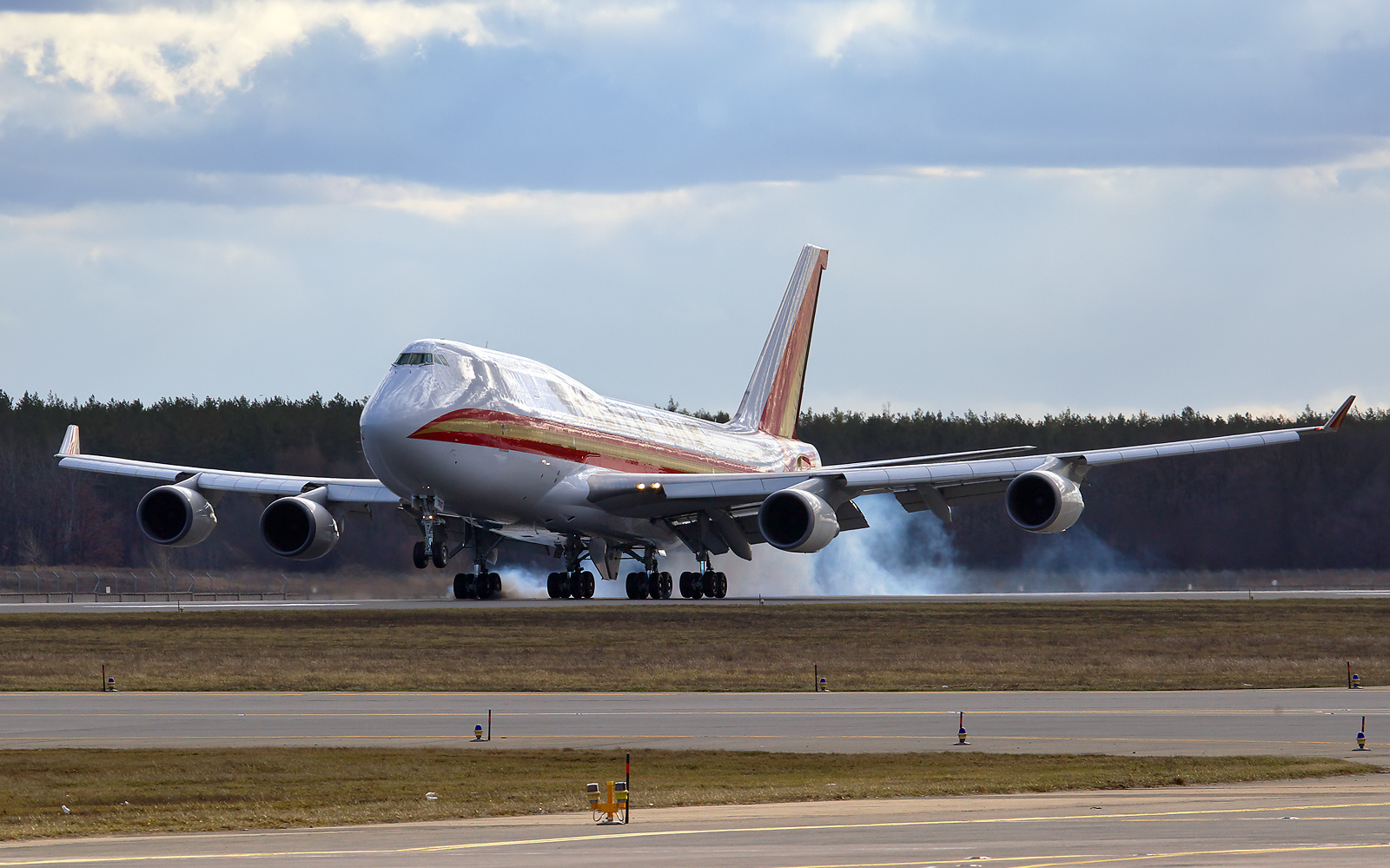
칼리타 에어의 보잉 747-400BCF

## 같이 보기
- 미국의 항공사 목록